# 5 Blackacidevil
5 Blackacidevil – piąty album amerykańskiego zespołu muzycznego Danzig. Wydany 28 października 1996 roku przez amerykańską wytwórnię płytową Hollywood Records.

## Lista utworów

### Wydanie oryginalne z 1996 roku
1. "7th House" – 3:50
2. "Blackacidevil" – 4:26
3. "See All You Were" – 5:04
4. "Sacrifice" – 4:30
5. "Hint of Her Blood" – 5:04
6. "Serpentia" – 6:42
7. "Come to Silver" – 4:02
8. "Hand of Doom" (cover zespołu Black Sabbath) – 2:54
9. "Power of Darkness" – 3:22
10. "Ashes" – 5:31

### Reedycja z 2000 roku
1. "7th House" – 3:50
2. "Blackacidevil" – 4:26
3. "See All You Were" – 5:04
4. "Sacrifice" – 4:30
5. "Hint of Her Blood" – 5:04
6. "Deeper" – 4:16
7. "Serpentia" – 6:42
8. "Come to Silver" – 4:02
9. "Hand of Doom" (cover zespołu Black Sabbath) – 2:54
10. "Bleedangel" – 4:13
11. "Power of Darkness" – 3:22
12. "Ashes" – 5:31
13. "Don't Be Afraid" – 4:25

## Twórcy
- Glenn Danzig – śpiew, gitara, gitara basowa, instrumenty klawiszowe, produkcja
- Joey Castillo – perkusja
- Joseph Bishara – instrumenty klawiszowe i programowanie
- Josh Lazie – gitara basowa
- Jerry Cantrell – gitara, gitara akustyczna, śpiew
- Mark Chaussee – gitara
- Bill Kennedy – inżynier dźwięku
- Mike "Baumie" Baumgartner – inżynier dźwięku

## Wydania
- Hollywood Records, 28 października 1996, wydanie na płycie kompaktowej i na kasecie magnetofonowej
- Evilive Records, luty 1999, wydanie limitowane amerykańskiego fanklubu zespołu na płycie kompaktowej ze zmienioną okładką w kolorze purpurowym i sepii po 10 000 sztuk w każdym z kolorów, liczba utworów taka sama jak w wydaniu z 1996 roku
- E-Magine Records, luty 2000, reedycja na płycie kompaktowej ze zmienioną okładką oraz trzema dodatkowymi utworami

## Single
1. 7th House, wrzesień 1996
2. Sacrifice, 17 grudnia 1996

## Wideografia
- "Sacrifice" – 1996
- "Serpentia" – Elias Marhiges, 1997